# Хаген, Фроде
Фроде Хаген (норв. Frode Hagen; род. 23 июля 1974, Драммен) — норвежский гандболист, выступавший за клубы Драммен, Фленсбург-Хандевитт, Нордхорн, Барселона, ГК Киль и сборную Норвегии.

## Карьера
Клубная

Фроде Хаген воспитанник клуба Холместранн. Фроде Хаген начинал свою профессиональную карьеру в норвежском клубе Драммен. В 1997 году Фроде Хаген стал игроком Фленсбурга-Хандевитт. Через год, он перешёл в Нордхорн, где провёл 4 сезона. В 2002 году Фроде Хаген перешёл в испанскую Барселону, где провёл 2 сезона. В 2004 году Фроде Хаген стал игроком немецкого клуба Киль и помог клубу стать чемпионом Германии в 2005 и 2006 году. В 2006 году Фроде Хаген вернулся в Норвегию, где 2 сезона выступал за Драммен.

В сборной

Фроде Хаген выступает за сборную Норвегии. Дебют Фроде Хаген в сборной состоялся в 29 октября 1994 года в матче против Египта. Фроде Хаген провёл в сборной 188 матчей и забил 574 гола.

## Титулы
- Победитель чемпионата Германии: 2005, 2006
- Победитель чемпионата Испании: 2003
- Победитель чемпионата Норвегии: 1997, 2007
- Обладатель кубка ЕГФ : 2003
- Кубок Испании: 2004

## Статистика
| Сезон                           | Клуб                | Лига               | Матчи | Голы | 7-метр | Голы |
| ------------------------------- | ------------------- | ------------------ | ----- | ---- | ------ | ---- |
| 1997/98                         | Фленсбург-Хандевитт | Бундеслига         | 25    | 78   | 0      | 78   |
| 1998/99                         | Нордхорн            | 2 Бундеслига       | 34    | 98   | 13     | 85   |
| 1999/00                         | Нордхорн            | Бундеслига         | 34    | 138  | 1      | 137  |
| 2000/01                         | Нордхорн            | Бундеслига         | 38    | 136  | 0      | 136  |
| 2001/02                         | Нордхорн            | Бундеслига         | 34    | 154  | 0      | 154  |
| 2002/03                         | Барселона           | Liga ASOBAL        | 30    | 84   | 0      | 84   |
| 2003/04                         | Барселона           | Liga ASOBAL        | 25    | 116  | 0      | 116  |
| 2004/05                         | ГК Киль             | Бундеслига         | 33    | 139  | 0      | 139  |
| 2005/06                         | ГК Киль             | Бундеслига         | 34    | 50   | 14     | 36   |
| 2006/07                         | Драммен             | Чемпионат Норвегии | 22    | 100  | 42     | 58   |
| 2007/08                         | Драммен             | Чемпионат Норвегии | 22    | 94   | 43     | 51   |
| 1997-1998, 1999-2002, 2004—2006 | Итого               | Бундеслига         | 198   | 695  | 15     | 680  |
| 2002—2004                       | Итого               | Liga ASOBAL        | 55    | 200  | 0      | 200  |
| 1997—2008                       | Итого               | Всего за карьеру   | 331   | 1187 | 113    | 1074 |